# NOW VERIVERY
NOW VERIVERY（韓語：지금부터 베리베리 해），為韓國 Jellyfish娛樂旗下男子組合 VERIVERY 的出道實境秀。
自2018年9月21日開始至2018年11月9日共八集，韓國時間每週五下午6:30於Mnet播出。

## 節目集數
| 集數 | 播放日期       | 內容 | 演出成員 | 嘉賓                 |
| 1    | 2018年9月21日  | VRVR的青春真實之路！ 7人7色 7個少年的第一次休假！ 令人興奮的水.上.樂.園 但是！一通可疑的電話！ VRVR的命運是？                              | 全體     | RAVI 朴素賢          |
| 2    | 2018年9月28日  | 正式開始的10天真實之路 VRVR的第一個Pick是? 大家一起爽快的衝浪！ 那.我！從現在辛苦的開始 "我們很淒涼....已經..." 在黑暗中，VRVR的前途如何？ | 全體     | RAVI LEO (LR) 朴素賢 |
| 3    | 2018年10月5日  | 來農村是第一次吧？ VRVR來了！ 可愛忙內岡旻 成爲村會館的超級明星？ VRVR獨有的特別宣傳影像製作！                                             | 全體     | RAVI LEO (LR) 朴素賢 |
| 4    | 2018年10月12日 | 就相信我 跟著我吧！ 延浩準備綜藝節目的一天！ VRVR的未來是？                                                                                | 全體     | HYUK 朴素賢          |
| 5    | 2018年10月19日 | 成員們遭遇的第二個全州事件？ 在茫然的現實之下，VRVR宣佈放棄休假？！ 還有一觸即發的真實遊戲！                                               | 全體     | HYUK 朴素賢          |
| 6    | 2018年10月26日 | "花美男咖啡師VRVR來了？" 用魅力的聲音狙擊少女心（嘡嘡） 還有進行夜釣的VRVR！ 果然 滿滿的夢想能否實現？                                     | 全體     | RAVI 朴素賢          |
| 7    | 2018年11月2日  | 和哥哥們幸福地旅行...以爲是這樣子的吧? (@_@;; 好...等等...) 究竟 忙內岡旻能安然無恙的結束一日隊長嗎?                                       | 全體     | RAVI 朴素賢          |
| 8    | 2018年11月9日  | 在釜山展開的VERY BERRY VERY的首次街頭公演！ 以及！慶★朴素賢、VRVR相見★祝 比休假更有趣的幕後故事！                                          | 全體     | N 朴素賢             |

## 相關官方影片
| 上傳日期       | 主題                              | 演出成員 |
| 2018年9月12日  | 開播預告（页面存档备份，存于）    | 全體     |
| 2018年9月13日  | 第一集預告（页面存档备份，存于）  | 全體     |
| 2018年9月13日  | 第一集預告2（页面存档备份，存于） | 全體     |
| 2018年9月23日  | 第二集預告（页面存档备份，存于）  | 全體     |
| 2018年9月30日  | 第三集預告（页面存档备份，存于）  | 全體     |
| 2018年10月8日  | 第四集預告（页面存档备份，存于）  | 全體     |
| 2018年10月15日 | 第五集預告（页面存档备份，存于）  | 全體     |
| 2018年10月22日 | 第六集預告（页面存档备份，存于）  | 全體     |
| 2018年10月29日 | 第七集預告（页面存档备份，存于）  | 全體     |
| 2018年11月4日  | 第八集預告（页面存档备份，存于）  | 全體     |